# タナバタビアフェスタトヤマ
タナバタビアフェスタトヤマは、2008年から2015年まで毎年7月に富山県富山市で開催されていたビール・フェスティバル。主催は城端麦酒、オオヤブラッスリー（富山市）など。
地方都市で継続開催されたビールイベントの成功例の1つとして知られる。
2008年に第1回の開催が決定したが、来客数が十分なのか不安もあった。そこで城端麦酒は青色のビール「グランブルー」を開発。これを北日本新聞に採り上げてもらった。すると、新聞記事を見た人から前売りチケットの問い合わせが殺到し、参加した12のブルワリーで合計8000杯のビールが販売され、第1回のフェスティバルは成功裏に終わった。
運営は、フェスティバルに参加するブルワリー、飲食店からの出店料と、来客が飲んだビールの売り上げ金額で行われて、利益は次年度の準備金に充てていた。行政からの資金援助はなく、また関係者の宿泊施設の提供を除いては、企業からの協賛もない。
イベントそのものは順調に開催されており、伸び代も見込まれていたが、現状を続けていては次世代が育たないと判断し、けじめとして2015年の第8回を最後と発表して開催することになった。